# Nesippus crypturus
Nesippus crypturus är en kräftdjursart som beskrevs av Carl Bartholomäus Heller 1865. Nesippus crypturus ingår i släktet Nesippus och familjen Pandaridae. Inga underarter finns listade i Catalogue of Life.